# David Bierens de Haan
David Bierens de Haan (né le 3 mai 1822 à Amsterdam, mort le  12 août 1895, à Leyde) est un mathématicien néerlandais et un historien des mathématiques.
Fils du riche marchand Abraham Pieterszoon de Haan (1795-1880) et de Catharina Jacoba Bierens (1797-1835), il  termine ses études en sciences physiques en 1843, et passe son doctorat en 1847, pour son travail sur la lemniscate de  Bernoulli. Par la suite, il  donne des conférences sur l'histoire naturelle et les mathématiques au lycée Deventer. En 1852, il épouse à Deventer Johanna Catharina Justina IJssel de Schepper (1827-1906). Après 1866, il est nommé professeur de mathématiques à l'université de Leyde. Corédacteur en chef à partir de 1888 des œuvres de Christiaan Huygens, il  édite en 1892, l'algèbre de  Willem Smaasen (1820-1850).
Sa vaste bibliothèque de mathématiques, d'histoire des sciences et d'enseignement fait désormais partie de la bibliothèque de l'université de Leyde.  Sa contribution la plus importante aux mathématiques est la publication d'une vaste table d'intégrales
Parmi ses travaux historiques, on remarquera son travail sur Adrien Romain.